# Don Murray (musicien de jazz)
Pour les articles homonymes, voir Don Murray.
Don Murray est un clarinettiste et saxophoniste de jazz américain, né le 7 juin 1904 à Joliet (Illinois) et mort le 2 ou le 29 juin 1929 à Los Angeles.

## Biographie
Surtout connu comme clarinettiste, Don Murray est un musicien représentatif du style « Chicago ». Dès 1923, il enregistre avec les New Orleans Rhythm Kings de Paul Mares et avec l'orchestre de Muggsy Spanier. Il joue ensuite dans les orchestres de Jean Goldkette (1923-1927), Adrian Rollini (1927), Joe Venuti (1927-1928) et Ted Lewis (1929). 
On peut l'entendre sur des faces « historiques » enregistrées par Bix Beiderbecke sous le nom du cornettiste (« Bix Beiderbecke and his Gang ») ou sous celui de Frankie Trumbauer.
Il est décédé en 1929 dans un accident d'automobile.
On peut l'apercevoir au sein de l'orchestre de Ted Lewis dans le film Is Everybody Happy (1929).